# Emilius Bangert
Emilius Bangert (19 août 1883 - 19 août 1962) est un compositeur, organiste et professeur de musique classique danois. 

## Biographie
Emilius Ferdinand Caspar Bangert naît à Copenhague, il est le fils de Conrad Bangert et d'Ida Anderson. En 1902, il est diplômé de Østre Borgerdyd Gymnasium (da) (École de la vertu civique), l'école privée la plus prestigieuse de Copenhague. Il étudie en privé la théorie et la composition avec Carl Nielsen de 1902 à 1907. Il contribue à plusieurs reprises à des compositions que Nielsen avait reçu comme commandes, soit pour transcription, instrumentation, soit directement en tant que compositeur. Emilius Bangert prend également des cours de piano avec Henrik Knudsen et des cours d'orgue avec Edgar Henrichsen (en) et Eugène Gigout à Paris. En 1913, il reçoit la bourse Det anckerske Legat (da) et part en voyage d'étude en Allemagne et en Italie.
En 1908, il passe l'examen d'organiste. Dans les années 1908–1909, il dirige le Bangert Academic Orchestra. À partir de 1912, il est critique musical pour le journal de Copenhague Hovedstaden. À partir de 1915, et jusqu'en 1955, il est organiste dans diverses églises, la première étant l'église Skovshoved (Skovshoved kirke) et la dernière étant la cathédrale de Roskilde. Il enseigne l'orgue à l'Académie royale danoise de musique en 1925 et devient professeur de 1949 à 1955, avec Leif Thybo  parmi ses élèves. En 1931, il donne la première représentation du Commotio de Carl Nielsen.
Ses compositions comprennent une symphonie, une ouverture, un quatuor à cordes, des sonates, des œuvres chorales et des chansons. Emilius Bangert transcrit les compositions de Dietrich Buxtehude et les publie en 1942. Les transcriptions originales sont conservées à la Bibliothèque royale du Danemark. Emilius Bangert est fait Chevalier du premier degré de l'Ordre de Dannebrog .

## Œuvres choisies
- Violinsonate i c-mol (1905)
- Strygekvartet i D-dur (1906)
- Symfoni i C-dur (1907)
- Willemoes (1908) – with Carl Nielsen
- Kantate ved landsudstillingen i Århus (1909) – with Carl Nielsen
- en række sange (1910)
- Jeg vælger mig april (koncertouverture) (1913)
- Violinsonate i A-dur (1926)

## Autres sources
- Buxtehude, Dietrich Klavervaerker / udg. af Emilius Bangert (Wilhelm Hansen.1944)